# منتخب ماليزيا لكرة اليد للسيدات
منتخب ماليزيا لكرة اليد للسيدات هو ممثل ماليزيا الرسمي في المنافسات الدولية في كرة اليد للسيدات.